# گلچیدر
گلچیدر، روستایی از توابع بخش سرشیو شهرستان مریوان در استان کردستان ایران است.

## جمعیت
این روستا در دهستان گلچیدر قرار دارد و براساس سرشماری مرکز آمار ایران در سال ۱۳۸۵، جمعیت آن ۳۰۲ نفر (۵۶خانوار) بوده‌است.